# Elezioni generali in Zimbabwe del 2023
Le elezioni generali in Zimbabwe del 2023 si tennero il 23 agosto per l'elezione del Presidente del paese e per il rinnovo del Parlamento, composto da Assemblea nazionale e Senato.
Svoltosi lo spoglio elettorale, è emerso vincitore il Presidente uscente Emmerson Mnangagwa, con il 52,60% dei voti, congiuntamente con il suo partito, l’Unione Nazionale Africana di Zimbabwe - Fronte Patriottico (ZANU-PF), che ha ottenuto la maggioranza assoluta all’Assemblea nazionale e la maggioranza dei seggi al Senato.

## Sistema elettorale

### Presidenziali
La legge elettorale per le elezioni presidenziali prevede un sistema maggioritario a doppio turno: Per essere eletti, infatti, è necessaria la maggioranza assoluta dei voti (50%+1). Se ciò non avviene, si attua un secondo turno di votazione.

### Parlamentari

#### Assemblea nazionale
L’Assemblea nazionale elegge i suoi 280 membri secondo due sistemi:
- 210 sono eletti secondo un sistema maggioritario secco, attuato in altrettanti collegi uninominali;

- 70, di cui 60 riservati alle donne e 10 ai giovani, sono eletti secondo un sistema proporzionale attuato in dieci collegi plurinominali, ognuno dei quali elettore di sette seggi.

Nel votare, tuttavia, gli elettori esprimono il loro voto su un’unica scheda elettorale, valida per entrambi i tipi di elezione.

#### Senato
Il Senato, che invece elegge solo 60 dei suoi 80 membri (visto che dei rimanenti 20 seggi, 18 spettano a capi tribali e 2 a persone disabili), prevede per il proprio rinnovo un sistema proporzionale a lista chiusa di partito, attuato in dieci collegi plurinominali, corrispondenti alle province nazionali ed elettori di sei seggi ciascuno.

## Risultati

### Elezioni presidenziali
| Emmerson Mnangagwa     | Unione Nazionale Africana di Zimbabwe - Fronte Patriottico (ZANU-PF)      | 2 350 711 | 52,60 |  |  |  |  |  |
| Nelson Chamisa         | Coalizione Cittadina per il Cambiamento (CCC) (MDC - MDC-Ncube)           | 1 967 343 | 44,03 |  |  |  |  |  |
| Wilbert Mubaiwa        | Congresso Nazionale del Popolo                                            | 53 517    | 1,20  |  |  |  |  |  |
| Douglas Mwonzora       | Movimento per il Cambiamento Democratico (MDC-T)                          | 28 883    | 0,65  |  |  |  |  |  |
| Joseph Makamba Busha   | Congresso FreeZim (FZC)                                                   | 18 816    | 0,42  |  |  |  |  |  |
| Blessing Kasiyamhuru   | Partenariato per la Prosperità dello Zimbabwe (ZPP)                       | 13 060    | 0,29  |  |  |  |  |  |
| Tapiwa Trust Chikohora | Partito della Coalizione dello Zimbabwe per la Pace e lo Sviluppo (ZCPDP) | 10 230    | 0,23  |  |  |  |  |  |
| Gwinyai Henry Muzorewa | Consiglio Nazionale Africano Unito (UANC)                                 | 7 053     | 0,16  |  |  |  |  |  |
| Elisabeth Valerio      | Alleanza Unita dello Zimbabwe (ZUA)                                       | 6 989     | 0,16  |  |  |  |  |  |
| Harry Peter Wilson     | Partito Democratico d’Opposizione (DOP)                                   | 6 743     | 0,15  |  |  |  |  |  |
| Lovemore Madhuku       | Assemblea Nazionale Costituzionale (NCA)                                  | 5 323     | 0,12  |  |  |  |  |  |
| Totale                 | Totale                                                                    | 4 468 668 | 100   |  |  |  |  |  |
|                        |                                                                           |           |       |  |  |  |  |  |
| Voti non validi        | Voti non validi                                                           | 92 553    | 2,03  |  |  |  |  |  |
| Votanti                | Votanti                                                                   | 4 561 221 | 68,86 |  |  |  |  |  |
| Elettori               | Elettori                                                                  | 6 623 511 |       |  |  |  |  |  |

### Elezioni parlamentari

#### Assemblea Nazionale
| Partito                                                              | Seggi    | Seggi | Seggi   | Totale seggi | +/-   |
| Partito                                                              | Regolari | Donne | Giovani | Totale seggi | +/-   |
| -------------------------------------------------------------------- | -------- | ----- | ------- | ------------ | ----- |
| Unione Nazionale Africana di Zimbabwe - Fronte Patriottico (ZANU-PF) | 136      | 33    | 7       | 176          | -3    |
| Coalizione Cittadina per il Cambiamento (CCC)                        | 73       | 27    | 3       | 103          | Nuovo |
| Vacanti (VAC)                                                        | 1        | -     | -       | 1            | -     |
| Totale                                                               | 210      | 60    | 10      | 280          |       |

#### Senato
| Partito                                                              | Seggi | +/-   |
| -------------------------------------------------------------------- | ----- | ----- |
| Unione Nazionale Africana di Zimbabwe - Fronte Patriottico (ZANU-PF) | 33    | -1    |
| Coalizione Cittadina per il Cambiamento (CCC)                        | 27    | Nuovo |
| Capi tribali (CHFS)                                                  | 18    | -     |
| Disabili (DIS)                                                       | 2     | -     |
| Totale                                                               | 80    |       |